# Frente Democrática Revolucionária do Povo Etíope
A Frente Democrática Revolucionária do Povo Etíope (em amárico, የኢትዮጵያ ሕዝቦች አብዮታዊ ዲሞክራሲያዊ ግንባር) foi uma coalizão política etíope cuja origem foi constituída como uma organização guerrilheira marxista que posteriormente converteu-se em uma coalizão política formada pelos partidos políticos Frente Popular de Libertação do Tigré (FLPT), Organização Democrática dos Povos Oromo (ODPO), Movimento Nacional Democrático Amhara (MDNA) e Movimento Democrático Nacional do Sul (SEPDM).

## Histórico
Fundada em 8 de maio de 1988, reunindo o conjunto de forças opositoras ao regime de  Mengistu Haile Mariam e sob a liderança de Meles Zenawi, derrubou o governo após a ofensiva lançada em 23 de maio de 1991, tomando a capital, Addis Abeba, 4 dias depois, em 27 de maio.
Após a Guerra Civil Etíope, se tornou o agrupamento politico majoritário, conquistando vitórias eleitorais contínuas, incluindo em maio de 2000, na qual obteve 472 dos 527 deputados na Assembleia Nacional, em conjunto com outros grupos aliados. Nas eleições gerais de 2015 obteve todos os 517 assentos.

## Dissolução
A coalizão foi dissolvida em 1 de dezembro de 2019, com o primeiro-ministro e o presidente Abiy Ahmed fundindo três dos quatro partidos constituintes (exceto a Frente de Libertação do Povo Tigré, anteriormente dominante) com vários dos partidos de oposição do EPRDF para formar o novo Partido da Prosperidade, de caráter nacionalista e multicultural Alguns membros do novo partido abandonaram a ideologia federalista do antigo EPRDF, enquanto outros optaram por manter alguns aspectos desta.

## Resultados eleitorais
| Ano  | Líder                | Votos      | %    | +/-   | Assentos  | +/-  | Situação |
| ---- | -------------------- | ---------- | ---- | ----- | --------- | ---- | -------- |
| 1995 | Meles Zenawi         | 16 429 727 | 82,9 | Novo  | 471 / 509 | Novo | Governo  |
| 2000 | Meles Zenawi         | N/A        | 89,6 | 6,7%  | 472 / 527 | 1    | Governo  |
| 2005 | Meles Zenawi         | 12 237 655 | 59,8 | 29,8% | 327 / 527 | 145  | Governo  |
| 2010 | Meles Zenawi         | N/A        | 91,2 | 31,4% | 499 / 547 | 172  | Governo  |
| 2015 | Hailemariam Desalign | 26 403 177 | 86,9 | 4,2%  | 500 / 547 | 1    | Governo  |